# 伏氏波魚
伏氏波魚（学名：Rasbora volzii）為輻鰭魚綱鯉形目鯉科的一個種，分布於亞洲沙勞越及婆羅洲西部，體長可達12.6公分，棲息在中底層水域。